# 2015 KV167
2015 KV167 est un objet transneptunien faisant partie des objets connus situés à plus de deux fois la distance de l'orbite de Neptune.